# Rheum altaicum
Rheum altaicum är en slideväxtart som beskrevs av Los.-losinsk.. Rheum altaicum ingår i släktet rabarbersläktet, och familjen slideväxter. Inga underarter finns listade i Catalogue of Life.